# SN 2006sp
SN 2006sp – supernowa typu Ia odkryta 24 listopada 2006 roku w galaktyce A011055-0027. W momencie odkrycia miała maksymalną jasność 23,50m.